# Plectrohyla crassa
Plectrohyla crassa är en groddjursart som först beskrevs av Brocchi 1877.  Plectrohyla crassa ingår i släktet Plectrohyla och familjen lövgrodor. IUCN kategoriserar arten globalt som akut hotad. Inga underarter finns listade i Catalogue of Life.